# 尤寧 (內布拉斯加州)
尤寧（英語：Union）是位於美國內布拉斯加州卡斯縣的村。

## 人口
根據2020年美國人口普查的數據，尤寧的面積為0.54平方千米，皆為陸地。當地共有人口195人，而人口密度為每平方千米361人。